# Бергер
Бергер (њем. Börger) општина је у њемачкој савезној држави Доња Саксонија. Једно је од 60 општинских средишта округа Емсланд. Према процјени из 2010. у општини је живјело 2.784 становника. Посједује регионалну шифру (AGS) 3454005.

## Географски и демографски подаци
Бергер се налази у савезној држави Доња Саксонија у округу Емсланд. Општина се налази на надморској висини од 40 метара. Површина општине износи 55,3 km². У самом мјесту је, према процјени из 2010. године, живјело 2.784 становника. Просјечна густина становништва износи 50 становника/km².